# BaianaSystem
BaianaSystem é uma banda brasileira de Afro Rock fundada no ano de 2009, em Salvador, Bahia.
Em 2016, o grupo ganhou visibilidade internacional com a faixa "Playsom", que faz parte da trilha sonora do jogo eletrônico FIFA 16. A canção faz parte do segundo álbum do grupo, Duas Cidades.
A banda ganhou o prêmio de melhor álbum de rock ou música alternativa em língua portuguesa, com o disco O Futuro não demora, no Grammy Latino de 2019, em cerimônia realizada no MGM Grand Garden Arena, em Las Vegas

## Carreira

### 2009–11: Formação eBaianaSystem
O BaianaSystem é um projeto musical formado em 2009 com o objetivo de encontrar novas possibilidades sonoras para a guitarra baiana, instrumento criado em Salvador - Bahia nos anos 1940 e que foi responsável pela criação do trio elétrico. O nome vem da junção de "guitarra Baiana" com "sound system", que são sistemas de som criados e popularizados na Jamaica. A ideia inicial era a utilização de bases novas e/ou conhecidas onde a guitarra pudesse assumir o papel de “canto" nesse sistema, dividindo e dialogando com a voz. Idealizado pelo guitarrista Roberto Barreto, o BaianaSystem começa - já em 2009 - a experimentar e gravar as músicas inéditas que dariam forma ao primeiro disco lançado no início de 2010. Essa produção foi feita ao lado do baixista e produtor Marcelo Seco, e já com a presença e criação de Russo Passapusso, que representa a linguagem “sound system" desse projeto. Junto com essa construção musical, o conceito visual também se agrega com a direção visual de Filipe Cartaxo.
O disco homônimo BaianaSystem sai no início de 2010, pelo selo Garimpo. O disco traz muitas participações especiais, de artistas como: BNegão, Lucas Santtana, Roberto Mendes e Gerônimo. As composições são basicamente de Roberto Barreto e Russo Passapusso, com a exceção de uma faixa de autoria de Lucas Santtana. Produzido por Robertinho Barreto, Marcelo Seco e Andre T. e gravando boa parte no estúdio de Márcio Mello, o disco teve ainda Marcelo Seko como engenheiro de som.  Muitos músicos participaram das gravações originais que depois viraram, em sua maioria, parte das bases usadas ao vivo. Entre eles Toni Duarte e Betinho Macedo (baixo), Kabo Duca e Mamá Soares (percussão), Letieres Leite (caxixis) e Emanuel Venâncio (bateria). Já com o primeiro disco, BaianaSystem, o grupo foi impulsionado para os principais palcos do país. A primeira vez que o BaianaSystem tocou em São Paulo foi em 2010, no SESC Pompeia. No início de 2010, após temporada de estreia no Teatro Vila Velha em Salvador, o grupo define um formato inicial para apresentação ao vivo, com a contribuição para construção das bases e do SoundSystem de Chico Corrêa, músico e produtor da Paraíba que passa a tocar e colaborar com o grupo de maneira constante por 2 anos.
Nesse período, também é inserida a percussão tocada ao vivo de maneira mais efetiva, com a presença de Wilton Batata. Nesse mesmo ano, participa do carnaval com o trio elétrico “BaianaSystem e Convidados" com a presença de B Negão e Lucas Santtana, ambos participantes do disco. Este trio também foi uma homenagem ao percussionista Ramiro Musotto, falecido em setembro do ano anterior. Assim, segue fazendo apresentações e divulgando o disco como participante do Conexão Vivo. Ganha também o edital da “Caixa Cultural", onde se apresenta trazendo convidados como Roberto Mendes e Lourimbau. Em Junho é convidado para participar da Feira Brasil Rural Contemporâneo em Brasília, com um show em homenagem a Ramiro que foi fundamental na concepção do uso de percussão com bases eletrônicas, e foi influência para o BaianaSystem. Além de Robertinho Barreto, muitos músicos que colaboraram com o grupo, tocaram com Ramiro, na parte percussiva entre eles Wilton Batata, Cabo Duca e Ícaro Sá. Ainda em 2010, recebe o convite para participar como representante da Bahia na EXPO SHANGAI, feira internacional realizada em Shangai - China , juntamente com o bloco afro Ilê Aiyê, e realiza 4 apresentações.
Em 2011, o grupo volta a se apresentar no carnaval de Salvador, dessa vez no Largo do Pelourinho. O tema deste show era a Guitarra Baiana, e o BaianaSystem recebeu como convidado o guitarrista Pepeu Gomes, juntamente com os irmãos Jorginho e Didi Gomes, ex-integrantes dos Novos Baianos. Ainda neste mesmo feriado, o BaianaSystem foi convidado para participar do carnaval de Recife, dentro do festival REC-BEAT. Em abril participa da Virada Cultural de SP, evento que acaba recebendo o grupo durante três anos consecutivos. 2011 também foi um ano de continuação da carreira internacional. O BaianaSystem voltou à China, dessa vez para participar do World Music Shangai, festival que durou 3 dias e teve participação de artistas como Amadou e Marian, Gotan Project, entre outros. Nesse período o músico e produtor Juninho Costa (Junix 11) começa a colaborar com o grupo, fazendo algumas apresentações no lugar de Chico Corrêa, que estava viajando e gravando com seu projeto solo. Representando o Brasil, foram para a WOMEX, uma feira internacional ligada ao mercado de música, realizada em Copenhague, Dinamarca. O show teve repercussão entre os produtores e agentes e rendeu convites para apresentações, como lançamento do disco no Japão.

### 2012–15:Ao VivoePirata

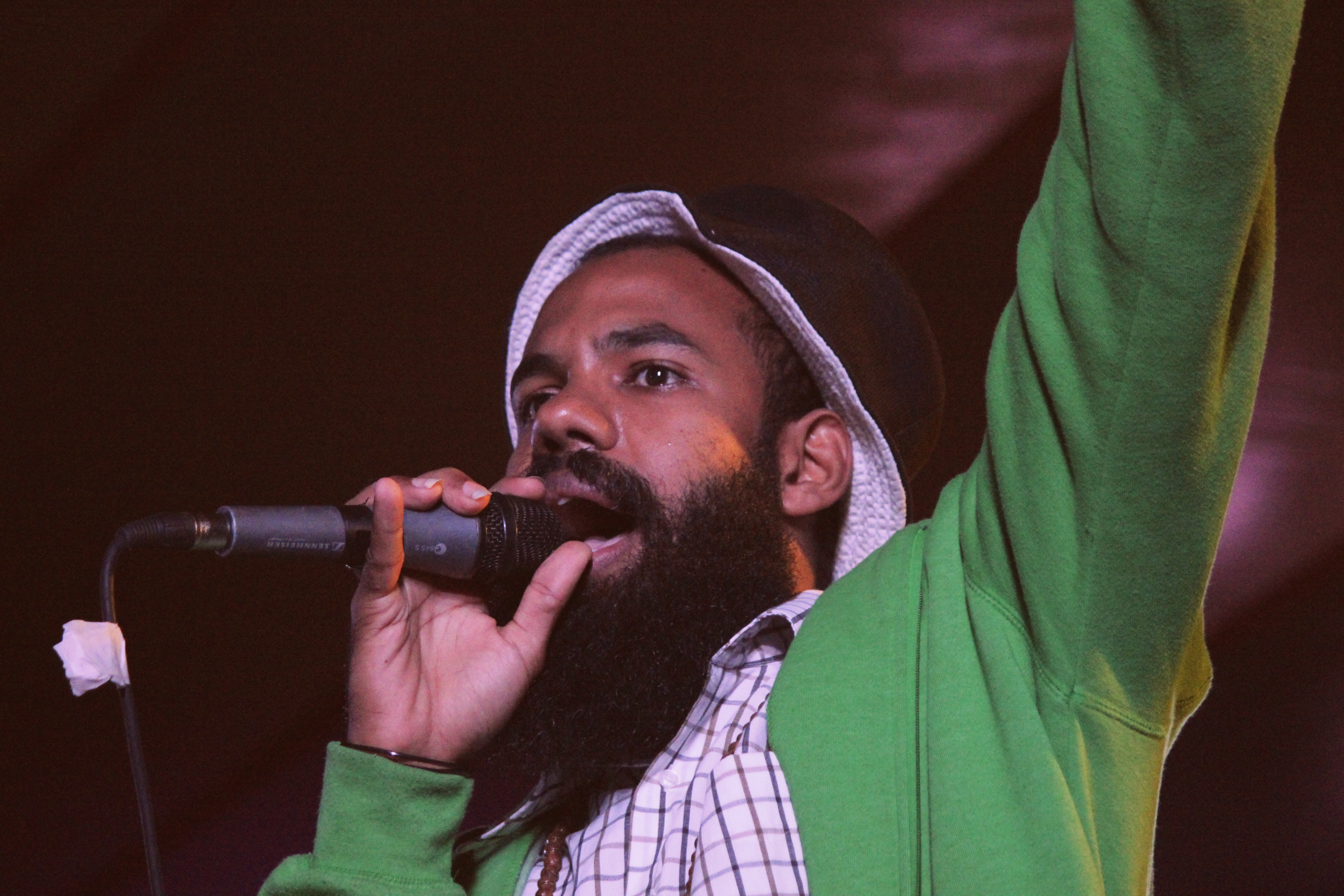
Russo durante apresentação da banda, em 2012.

Em 2012, o BaianaSystem toca em vários festivais do Brasil, como: Pernambuco Nação Cultural, Virada Cultural SP, Conexão Vivo em Belo Horizonte, Oi Futuro no Rio de Janeiro. E é convidado para fazer parte do espetáculo do Prêmio Braskem de Teatro. A partir do show do Prêmio Braskem, o DJ João Meireles assume a execução das bases do BaianaSystem. Em julho, voltam os shows internacionais, dessa vez tocando na França com duas apresentações, uma no festival “Au Foin de la Rue" e a outra no Parque La Villete em Paris. Já na Rússia participa do festival Voice of Nomades, na cidade de Ulan Ude, região da Sibéria. Em outubro, o disco BaianaSystem é lançado no Japão com capa diferenciada da edição brasileira pelo Selo Plankton, passando a representar o BaianaSystem para os shows no Japão.        
O ano de 2013, começa com o lançamento do EP Pirata, lançado de forma independente e contendo duas faixas novas. A produção ficou a cargo do paulista Dudu Marote e Marcelo Seco. O EP, além da faixa “Terapia", tem também “Amendoim, Pão de Mel". No período do lançamento, o percussionista Japa System (músico da Timbalada) passa a ser uma opção para compor o BaianaSystem junto com o DJ. Ele então começa a participar de ensaios e alguns shows. Após os shows de verão em Salvador e de uma participação no festival Sai da Rede no Rio de Janeiro, o BaianaSystem sai do carnaval baiano em uma apresentação no Palco do Itaú na Praça Castro Alves e num trio elétrico próprio dentro do "Carnaval Pipoca" da Secretaria de Cultura do Estado, com os cantores convidados Fael Primeiro e Larissa Luz. Em Julho, o BaianaSystem volta para os shows internacionais, iniciando os trabalhos com o selo Plankton do Japão. O grupo é chamado para tocar em um festival do Japão, o Fuji Rock, ao lado de Bjork, The Cure, Death Grips, dentre outros. Foram duas apresentações no festival e outra em Tokyo no clube WWW.
Em Setembro, o grupo se junta ao produtor Buguinha DUB para produzir mais duas faixas que são gravadas em Salvador nos estúdios Ilha dos Sapos e no do músico Márcio Mello, que tem acompanhado a banda desde o ínicio. Lazzo participa da faixa “Calundu", e Mateus Aleluia (ex-integrante do grupo Os Tincoãs) em “Pangeia", que é instrumental. Nesse mesmo mês, o BaianaSystem se apresentam no Festival da Primavera, realizado pela Prefeitura de Salvador no bairro do Rio Vermelho, e seguem fazendo shows em cidades como Aracaju, Brasília, Lençóis no Festival de Lençóis, etc. O percussionista Ícaro Sá (integrante da Orkestra Rumpilezz), que já tinha gravado faixas do primeiro disco, começa a colaborar com os shows e gravações da banda, abrindo mais as opções e experimentações entre percussão e base. O BaianaSystem encerra o ano se apresentando no Réveillon da Cidade de Salvador na praça em frente ao Elevador Lacerda, num evento que teve os artistas Gilberto Gil, Caetano Veloso, Nando Reis, Os Paralamas do Sucesso, dentre outros.
No carnaval de Salvador, o BaianaSystem segue com o seu Trio intitulado Navio Pirata como parte do Furdunço, que reuniu - durante dois dias - os trios e atrações independentes. Em São Paulo, foram chamados para o festival Invasão Baiana, que teve importantes músicos como: Tom Zé, Letieres leite & Orkestra Rumpilezz e Márcia Castro, entre outros. O BaianaSystem tocou no festival com a participação de Pepeu Gomes. Em abril, acontece a primeira turnê pelos Estados Unidos, que reúne participações no New Orleans Jazz Festival, no Brasil Summer Festival, no Joe's Pub, em Nova Iorque, e no Cleveland Museum of Art, como parte do Ohio City Stages, em Cleveland. No final do ano, o grupo cravou apresentações no Pelourinho com convidados como Curumin, Karol Conka, BNegão e Flora Matos. Para encerrar 2014, o BaianaSystem se apresentou na Feira de São Joaquim, em um evento que contou com o show do Otto e reuniu cerca de 8 mil pessoas. O ano começa com a participação no Carnaval de Salvador: o Trio Pirata volta sair no Furdunço, no domingo que precede o Carnaval. Durante o Carnaval, o trio volta ao Circuito Osmar (Campo Grande), e a banda se apresenta também nos palcos em Periperi e no Pelourinho.

### 2016–18:Duas Cidades,Outras Cidades e Segundo Sol
Em 2016, o BaianaSystem entra em estúdio e começa a produzir seu segundo disco, Duas Cidades. A banda lança seu segundo álbum, Duas Cidades, produzido por Daniel Ganjaman – que já assinou discos de artistas como Criolo, Sabotage e Instituto. Este disco conta com a faixa "Playsom", que faz parte da trilha sonora do game Fifa 2016, da Eletronic Arts. A revista Rolling Stone Brasil o elegeu o 5º melhor disco brasileiro de 2016.
Em 2018, a banda gravou o tema de abertura da novela Segundo Sol, a música de mesmo nome cantada originalmente por Cássia Eller.

### 2019–presente:O Futuro Não Demora
No ano em que completa 10 anos, o BaianaSystem entrega ao público seu terceiro disco de carreira intitulado O Futuro não Demora. O álbum conta mais uma vez com a produção de Daniel Ganjaman e co-produção do próprio grupo, assim como aconteceu com o premiado Duas Cidades de 2016. Desta vez, o processo aconteceu de maneira bem diferente. O Futuro Não Demora é um disco com muitas participações e colaborações em todos os níveis. Foi eleito um dos 25 melhores álbuns brasileiros do primeiro semestre de 2019 pela Associação Paulista de Críticos de Arte.
Em novembro do mesmo ano ano, a banda fez um show com Gilberto Gil.
Em novembro de 2021, a banda grava seu segundo tema de abertura de uma telenovela, com "Sulamericano" para Um Lugar ao Sol. No mesmo mês, concorre ao Grammy Latino nas categorias melhor álbum de rock ou música alternativa em língua portuguesa e Melhor Vídeo Musical (Versão Curta), respectivamente por seu disco OxeAxeExu e pela faixa "Reza Forte".

## Características artísticas
A banda mistura o reggae sound system com a guitarra baiana, fazendo uma fusão do gênero jamaicano com ritmos afro-brasileiros como afoxé, ijexá e samba-reggae. Em canções específicas também se nota referências de ska, MPB, afrobeat, pagode baiano e cumbia nordestina. . O BaianaSystem conta com a colaboração de diversos músicos, produtores e artistas. Entre os colaboradores mais frequentes que ajudam a formatar a sonoridade, estão os DJs e produtores João Meirelles e Mahal Pitta, e os percussionistas Ícaro Sá e JapaSystem.
Filipe Cartaxo é o integrante responsável pela arte gráfica, fotografias e videos. A comunicação da imagem do BaianaSystem se faz em módulos móveis de grafismos, organizados como uma linguagem de sistemas. A máscara aparece como personificação de um "ser", um elo com o público, fazendo com que o mesmo vire parte integrante desse "sistema".

## Integrantes
BaianaSystem possui uma rotatividade de músicos em seus shows ao vivo e durante o Carnaval, onde todos os anos vários convidados se juntam a trupe comandada por Russo. 
Abaixo estão os integrantes presentes em todos os shows do Baiana. 
- Russo Passapusso – Vocais
- Roberto Barreto – Guitarra baiana
- SekoBass (Marcelo Seco) – Baixo, Sintetizador, Programação
- Ubiratan Marques – Maestro, Teclados, Programação
- João Meirelles – Sintetizador, Programação
- Junix (Juninho Costa) – Guitarra
- Ícaro Sá – Percussão, Bateria, Eletrônicos
- Cláudia Manzo – Vocais, Sintetizador
- Filipe Cartaxo – Mídia, Identidade visual

## Discografia
Álbuns de estúdio
- Baianasystem (2010)
- Duas Cidades (2016)
- O Futuro Não Demora (2019)
- OxeAxeExu (2021)
- O Mundo Dá Voltas (2025)

Dubs, Remixes e Versões
- Outras Cidades (2015)
- BatukeBox (2016)
- Futuro Dub (2020)
- Gil Baiana (2020)

Extended plays (EPs)
- Terapia; Amendoim Pão de Mel (2013)
- Calundu; Pangeia; Pangeia Dub (2013)
- Playsom (2015)
- Lucro/Descomprimido (2016)
- Forasteiro (2016)
- Invisível (2017)
- Capim Guiné (2017)
- Ziquizira (2018)
- Alfazema (2018)
- O Segundo Sol (2018)
- Água (Versão Estendida, 2019)
- Fogo (Versão Estendida. 2019)
- Saci (Remix, 2019)
- Libertação (2019)
- Olho de Boi (2019)
- Cabeça de Papel (2019)
- Miçanga (2020)
- Corrida Elétrica (2020)